# Xét nghiệm chất
Xét nghiệm chất, xét nghiệm chất kích thích, xét nghiệm ma túy là phân tích kỹ thuật của mẫu vật sinh học, ví dụ nước tiểu, tóc, máu, hơi thở, mồ hôi và/hoặc dung dịch uống/nước bọt nhằm xác định sự hiện diện hay vắng mặt của thuốc mẹ được chỉ định hoặc các chất chuyển hóa của chúng. Các ứng dụng chính của thuốc thử nghiệm bao gồm phát hiện sự hiện diện của hiệu suất tăng cường steroid trong thể thao, sử dụng lao động và cán bộ cải tạo/quản chế sàng lọc để tìm ra việc sử dụng các loại thuốc cấm của pháp luật (ví dụ như cần sa, cocaine, methamphetamine, và heroin) và nhân viên cảnh sát kiểm tra sự hiện diện và nồng độ của rượu (ethanol) trong máu thường được gọi là BAC (nồng độ cồn trong máu). Các xét nghiệm BAC thường được thực hiện thông qua một ống thở trong khi phân tích nước tiểu được sử dụng cho phần lớn các thử nghiệm thuốc trong thể thao và nơi làm việc. Hiện tại có nhiều phương pháp khác nhau với mức độ chính xác, độ nhạy (ngưỡng phát hiện) khác nhau  và thời gian sử dụng chất khác nhau.
Một xét nghiệm chất cũng có thể đề cập đến một xét nghiệm cung cấp phân tích hóa học định lượng của một loại thuốc bất hợp pháp, thường nhằm giúp sử dụng thuốc có trách nhiệm.

## Thời gian phát hiện
Các cửa sổ phát hiện phụ thuộc vào nhiều yếu tố: nhóm thuốc, số lượng và tần suất sử dụng, tỷ lệ trao đổi chất, khối lượng cơ thể, tuổi, sức khỏe tổng thể và pH nước tiểu. Để dễ sử dụng, thời gian phát hiện các chất chuyển hóa đã được tích hợp vào từng loại thuốc mẹ. Ví dụ, heroin và cocaine chỉ có thể được phát hiện trong vài giờ sau khi sử dụng, nhưng chất chuyển hóa của chúng có thể được phát hiện trong vài ngày trong nước tiểu. Biểu đồ mô tả thời gian phát hiện dài hơn của các chất chuyển hóa.
Kết quả xét nghiệm nước uống hoặc nước bọt cho hầu hết các phần giống như máu. Các trường hợp ngoại lệ duy nhất là THC (tetrahydrocannabinol) và các loại thuốc benzodiazepin. Dung dịch uống có thể sẽ phát hiện THC từ khi uống đến khoảng thời gian tối đa là 612 giờ. Điều này tiếp tục gây khó khăn trong việc phát hiện chất lỏng uống qua miệng của THC và các loại thuốc benzodiazepin.